# بربوني أحمر مخطط
بربوني أحمر مخطط (بالإنجليزية: Striped red mullet)‏ (باللاتينية: Mullus surmuletus) هو نوع من الاسماك التي تنتمي لعائلة أسماك أبو ذقن.
تسمى هذه الأسماك؛ هي والأنواع القريبة منها في بلاد الشام: أسماك سلطان شعري أو أسماك السلطان إبراهيم. 

اسم اخر متداول لها وللانواع القريبة منها في العالم العربي هو اسم تريليا.
يتواجد هذا النوع من الأسماك في البحر الأبيض المتوسط، شرق المحيط الأطلسي الشمالي، وفي البحر الأسود. حيث من الممكن أن يعيش في المياه الضحلة التي يبلغ عمقها حوالي 5 متر (16 قدم) أو حتى في الأعماق الغميقة التي يصل عمقها لحوالي 409 متر (1,342 قدم)، ويتعلق عمق المياه التي يعيش بها بالمكان الذي يتواجد به ضمن مدى ونطاق تواجده الكلي. يمكن أن يصل طول هذا النوع من الأسماك إلى طول قياسي (SL) يبلغ حوالي 40 سنتيمتر (16 بوصة)، على الرغم من أن طول معظمها لا يتجاوز ال 25 سنتيمتر (9.8 بوصة). أكبر مقياس وزن تم توثيقه لهذا النوع من الأسماك هو حوالي 1 كيلوغرام (2.2 رطل). يعتبر هذا النوع من أسماك البربوني مهم تجاريا، كما يتم اصطياده كنوع من أنواع السمك التي يصطادها الصيادين الهواة.
يطلق على هذا النوع من أسماك البربوني عادةً؛ بالإضافة لأنواع أسماك البربوني الأحمر (الاسم العلمي: Mullus barbatus)، اسم «سمك بربوني أحمر» أو «سمك السلطان إبراهيم الأحمر» حيث لا يتم التمييز بينهما بشكل عام؛ على الرغم من أنه يمكن التمييز بينهما بواسطة الزعنفة الظهرية الأولى، حيث تكون هذه الزعنفة مخططة الشكل عند أسماك البربوني الأحمر المخطط (الاسم العلمي: M. surmuletus).
على الرغم من أن اسم أسماك البربوني باللغة الإنجليزية هو (Mullet، والتي تعني بوري)، إلا أن البربوني الأحمر المخطط ينتمي لعائلة أسماك الماعز (الاسم العلمي: Mullidae)، أي يرتبط ارتباطًا متباعدا مع أنوع أسماك بوري الرأس المفلطح والأنواع الأخرى من الأسماك المسماة "بوري "، والتي تصنف في عائلة مختلفة من رتبة أسماك الفرخيات.